# Austria Trend Hotels
Die Verkehrsbüro Hotellerie GmbH mit Sitz in Wien betreibt unter der Marke Austria Trend Hotels eine Hotelgruppe, mit Spezialisierung auf Städte- und Geschäftsreisen sowie Veranstaltungen und Events.
Der Großteil der insgesamt 25 Hotels befindet sich mit 15 Hotels und einer exklusiven Suite im Schloss Schönbrunn im Großraum Wien, weitere sieben werden in den österreichischen Landeshauptstädten Salzburg, Graz, Linz und Innsbruck betrieben. Zur Gruppe gehören zudem ein Resorthotel in Tirol. Im benachbarten Ausland ist der Konzern mit einem Hotel in Ljubljana vertreten.
Im Jahr 2023 machte das Unternehmen einen Konzernumsatz von 502,8 Millionen Euro und beschäftigt rund 2000 Mitarbeiter (Stand 2025).

## Geschichte
Die 100%ige Tochtergesellschaft der Österreichischen Verkehrsbüro Aktiengesellschaft entstand im Jahr 1988, als das Verkehrsbüro die Austropa Hotels International GmbH übernahm. 1997 wurde die Gesellschaft mit der Austria Trend Hotel GmbH verschmolzen, woraus die heutige Marke Austria Trend Hotels hervorging.
Mit der Beteiligung an der Ruefa CS spol. s.r.o in Bratislava stieg die Verkehrsbüro AG 1991 erstmals in die CEE-Länder ein. Weitere Beteiligungen folgten in den Jahren darauf mit Tschechien, Ungarn, Polen und Rumänien. Das erste Austria Trend Hotel in CEE wurde 2008 in Ljubljana eröffnet.
Im Jahr 2011 expandierte das Unternehmen. Drei neue Tochterunternehmen wurden übernommen, Neueröffnungen und Renovierungen durchgeführt und der Einstieg in den Low-Budget-Design-Hotelmarkt mit Motel One erreicht.
Im Jahr 2013 war das Unternehmen mit „Qualitätsmarke mit hohem Dienstleistungsniveau“. Neuerungen beinhalten u. a. eine individuelle Kissenauswahl für den Gast sowie den Umstieg auf ausgewählte biologische, regionale Lebensmittel. Das Logo wurde einem Redesign unterzogen und ein neues Farbschema für die drei Leistungskategorien (Smart, Comfort, Premium) eingeführt.

## Hotelgruppe Austria Trend Hotels
Nach Angaben des Unternehmens handelt es sich mit 25 Standorten um die größte österreichische Hotelgruppe. Der Großteil der Kapazitäten von 8.000 Betten entfällt auf die Vier-Sterne-Kategorie und die Stadthotellerie.
Bei der Ausrichtung des Hotelportfolios setzt das Unternehmen in der Stadthotellerie primär auf Pachtverträge. Gemessen an der Bettenanzahl sind 87,2 % der Gesamtkapazitäten dieser Betriebsform zuzuschreiben, bei der die Verkehrsbüro Hotellerie GmbH die Hotels gegen Entrichtung einer jährlichen Pachtgebühr auf eigenen Namen und eigenes Risiko betreibt. Ein Ferienresort und vier Städtehotels werden als Managementbetriebe auf Namen und Rechnung des Eigentümers geführt.

### Hotel-Kategorien
Seit der Neupositionierung 2013 werden die Austria Trend Hotels in drei verschiedene Kategorien unterteilt: Smart, Comfort und Premium. Diese sollen dem Gast „eine schnelle Orientierung über die gebotenen Leistungen“ bieten.
Die Smart Hotels sind der Low-Budget-Kategorie zuzuordnen. Hotels der Kategorie Comfort bieten Zusatzleistungen wie Veranstaltungs- und Seminarräume sowie Eventbetreuung. In der Kategorie Premium werden 4- und 5-Sterne-Hotels betrieben. Die Häuser weisen eine zentrale Lage auf und sollen sich architektonisch durch individuellen Stil und elegantes Ambiente auszeichnen. Es gibt neun exklusive Austria Trend Hotels sowie eine im Frühjahr 2014 eröffnete Suite im Schloß Schönbrunn. Zu den bekanntesten Häusern der Premium-Klasse zählen die Wiener 4-Sterne-Hotels Hotel Europa am Neuen Markt und das Parkhotel Schönbrunn.

### Seminar- und Konferenzräume
Im Bereich Meetings, Incentives, Conventions und Events haben die Austria Trend Hotels in Wien 9.500 m² Veranstaltungsfläche zur Verfügung. Auch die Planung und Durchführung von Veranstaltungen wird als Dienstleistung der Hotelgruppe angeboten.

### Kennzahlen
- Gesamtumsatz 2018 (inkl. Managementhotels und Ausland): 169,1 Mio. Euro
- Anzahl Hotels: 25[2]
- Anzahl Betten: 8.000[2]
- Anzahl Nächtigungen: ca. 2,3 Millionen im Jahr 2018
- Anzahl Mitarbeiter (inkl. Managementhotels und Ausland): ca. 1.595<!!--ref name=":0" /-->[1]

## Häuser unter der Marke Austria Trend Hotels
Zur Marke Austria Trend Hotels zählen 25 Häuser und eine Suite im Schloß Schönbrunn. Diese befinden sich überwiegend in Wien sowie in vier weiteren österreichischen Bundesländern und im benachbarten Ausland in Slowenien.

### Wien

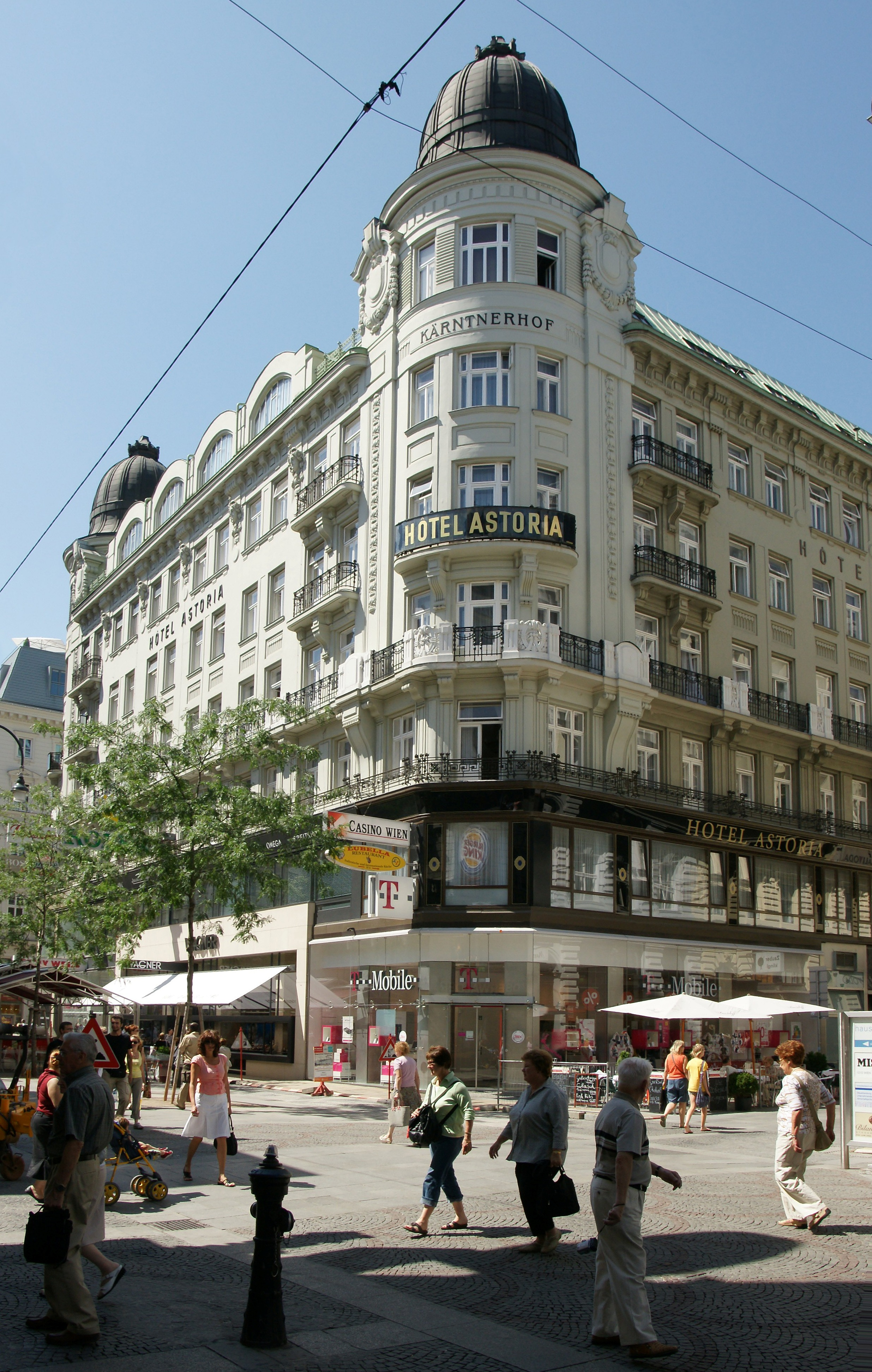
Das Hotel Astoria in Wien.

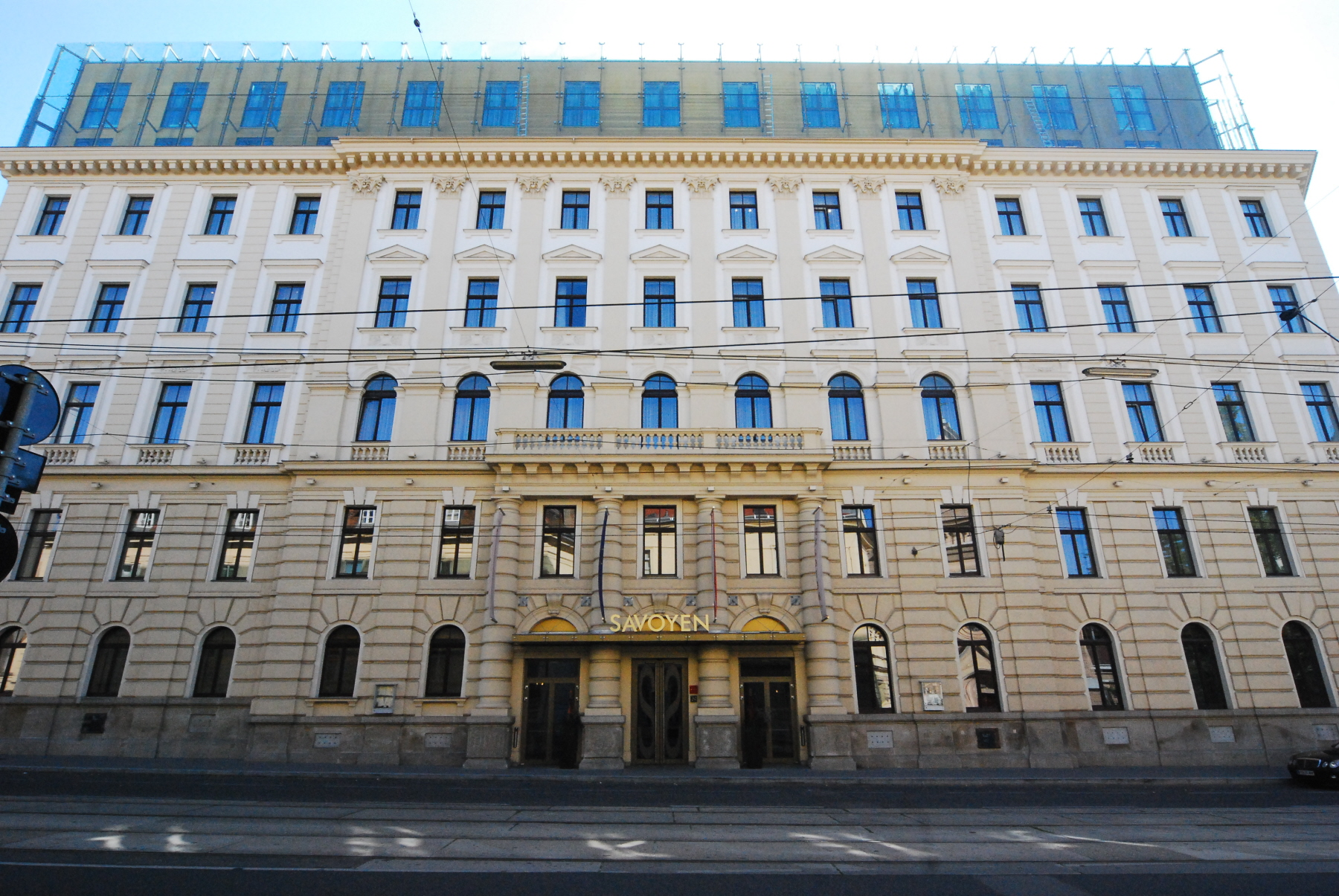
Austria Trend Hotel Savoyen Vienna im Gebäude der ehemaligen Österreichischen Staatsdruckerei in Wien.

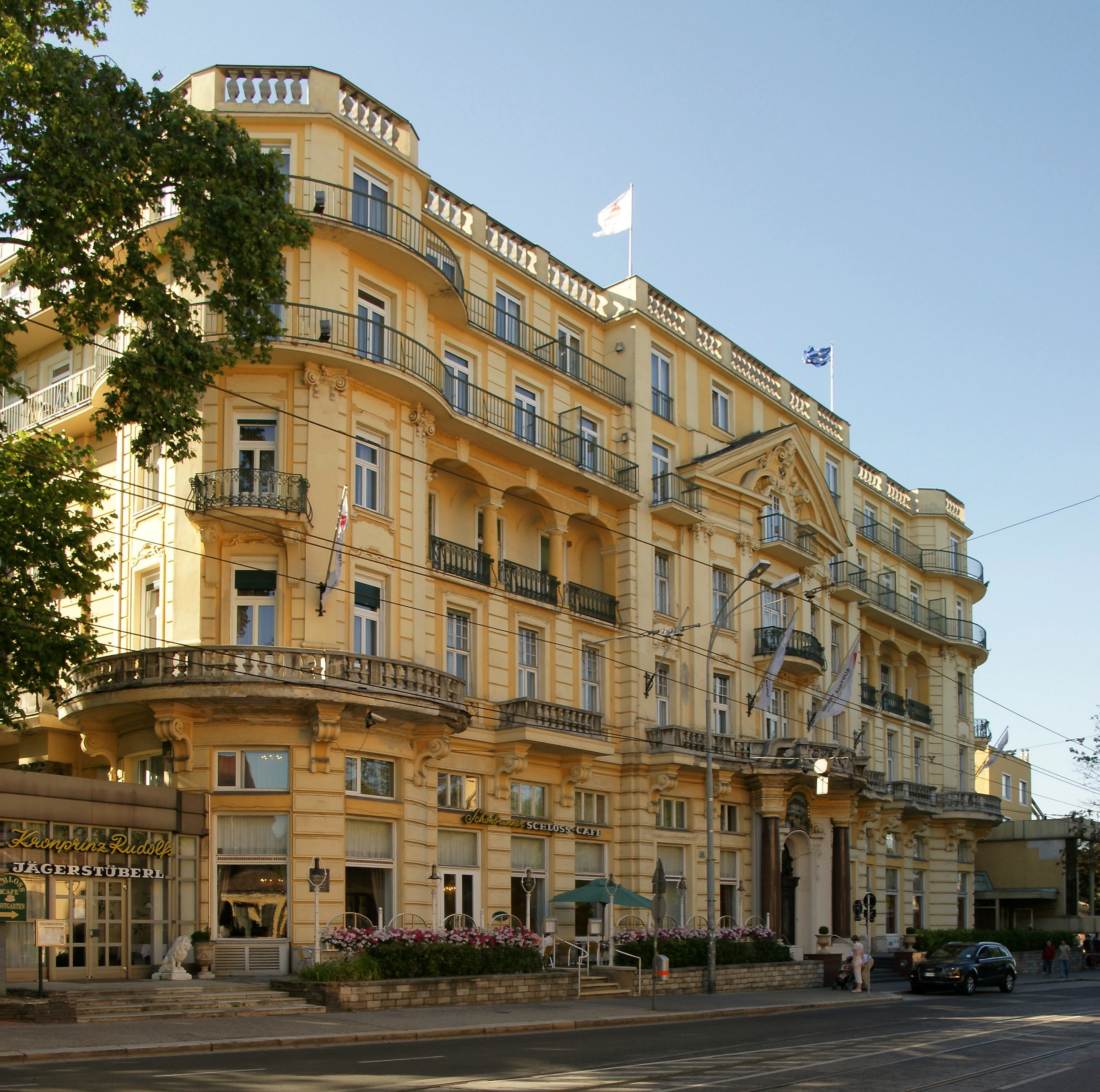
Das Parkhotel Schönbrunn in der Hietzinger Hauptstraße.

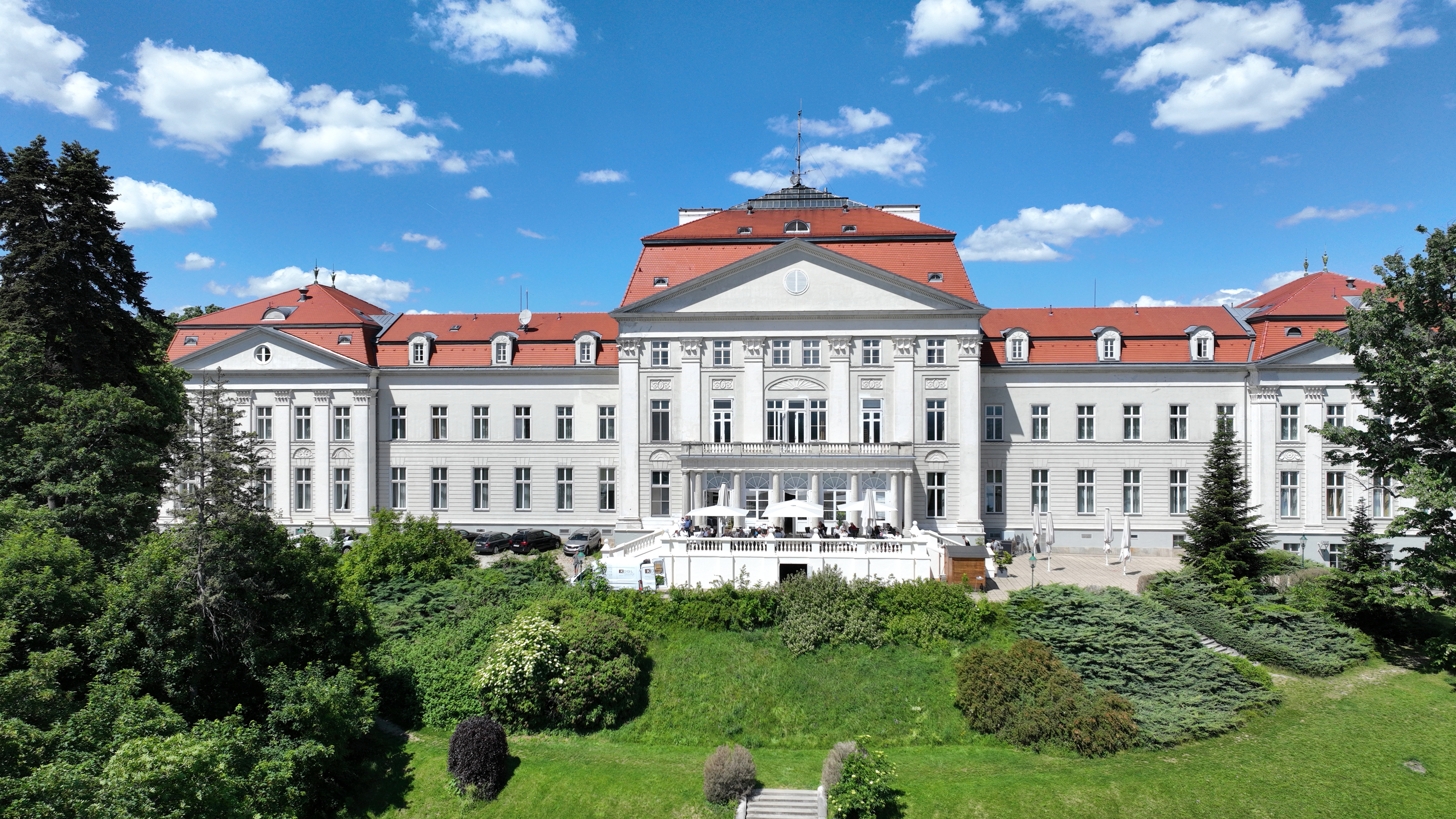
Schloss Wilhelminenberg (Vorderseite).

Alle Austria Trend Hotels in Wien auf einen Blick
Schloß Schönbrunn Grand Suite (1130)
Die Schloß Schönbrunn Suite wurde im Frühjahr 2014 eröffnet, befindet sich im Osttrakt des Schloß Schönbrunn und ist eine imperiale Residenz mit 167 Quadratmetern. Das Service wird vom Parkhotel Schönbrunn nebenan ausgeführt.
Parkhotel Schönbrunn (1130)
Das Parkhotel Schönbrunn war einst das Gästehaus des Kaisers. Berühmte Persönlichkeiten wie Johann Strauß Vater und Sohn, Joseph Lanner, die zur Audienz geladenen Gäste von Kaiser Franz Joseph I., Thomas Alva Edison, Peter Alexander, Conny Froboess, Hans Albers, Robert Stolz und Asta Nielsen verleihen dem Gebäude seine historische Bedeutung. Während des Zweiten Weltkriegs wurde das Haus als Lazarett genutzt, später als Offizierscasino für englische Besatzungstruppen. Das Parkhotel wurde 2010 renoviert und im November 2011 wiedereröffnet.
Hotel Savoyen (1030)
Das Gebäude des Hotel Savoyen war ursprünglich eine Österreichische Staatsdruckerei und befindet sich nahe dem Schloss Belvedere. Die Räumlichkeiten des dem Prinzen Eugen von Savoyen gewidmeten Hotels wurden nach wichtigen Lebensstationen sowie Verwandten des Prinzen benannt.
Hotel Maximilian (1130)
Das Hotel Maximilian wurde Anfang September 2020 eröffnet und befindet sich direkt neben dem Parkhotel Schönbrunn und ist im Erdgeschoß mit diesem direkt verbunden.
Hotel Bosei (1100)
Das Hotel Bosei befindet sich im Naherholungsgebiet Wienerberg. Der Vienna Twin Tower und das Euro Plaza liegen in der Nähe.
Hotel Rathauspark (1010)
Das 4-Sterne Hotel Rathauspark befindet sich im denkmalgeschützten Gebäude des ehemaligen Haus Königswarter in der Rathausstraße 17. Das Palais im Neuwiener-Renaissance-Stil wurde 1882 erbaut und liegt direkt im Österreichischen Regierungsviertel.
Hotel Schloss Wilhelminenberg (1160)
Das heutige Schloss Wilhelminenberg wurde zwischen 1903 und 1908 im Neo-Empire-Stil nach den Plänen des Architekten Eduard Frauenfeld erbaut. Das Hotel wurde im Jahr 2003 nach der Renovierung wiedereröffnet und liegt am nordwestlichen Stadtrand Wiens.
Hotel Europa (1010)
Das heutige 4-Sterne Hotel Europa wurde 1896 unter dem Namen Hotel Meißl & Schadn eröffnet. Das Hotel liegt am Neuen Markt inmitten der Altstadt.
Hotel Astoria (1010 Wien)
Das 4-Sterne Hotel Astoria in der Wiener Kärntner Straße wurde im Jahrhundertwendestil erbaut und im Jahr 1912 eröffnet. Aristokraten aus dem In- und Ausland, Wissenschaftler, Politiker, Diplomaten sowie Bühnen- und Filmstars nächtigten im Astoria. Nach dem Zweiten Weltkrieg wurde das Hotel im Jahre 1948 renoviert. Im März 1978 übernahm die Österreichische Verkehrsbüro AG die laufende Neugestaltung des Hotels.
Hotel Zoo Wien (1120)
Das Hotel Zoo befindet sich in unmittelbarer Nähe im 12. Bezirk zum Schloss Schönbrunn und wurde im Dezember 2017 als ehemaliges Courtyard by Marriott übernommen.
Hotel Ananas (1050)
Das Hotel Ananas im 5. Wiener Gemeindebezirk ist mit 522 Zimmern Österreichs größtes 4-Sterne-Hotel. Das Hotel wurde als Neubau links und rechts vom Vorwärts-Gebäude anstelle früherer Gebäudetrakte des Vorwärts-Verlags errichtet.
Hotel Doppio (1030)
Das 4-Sterne Hotel Doppio befindet sich in den Obergeschoßen des T-Centers in Neu Marx. Das Büro- und Geschäftszentrum hat 2004 den Otto-Wagner-Städtebaupreis gewonnen.
Hotel Anatol (1060)
Das 4-Sterne Hotel Anatol befindet sich nahe der Mariahilfer Straße und dem Westbahnhof.
Hotel Lassalle (1020)
Im 2. Wiener Gemeindebezirk befindet sich das 4-Sterne Hotel Lassalle, das direkt an die U-Bahn-Linie U1 angebunden ist.
Hotel Beim Theresianum (1040)
Das 3-Sterne Hotel beim Theresianum im 4. Wiener Gemeindebezirk wurde im Jahr 1984 erbaut. Die letzte Teilrenovierung wurde 2009 vorgenommen. Das Hotel liegt nahe dem Stadtzentrum und ist an die U-Bahn-Linie U1 angebunden.

### Salzburg (Stadt)
Austria Trend Hotels in Salzburg
- Hotel Europa Salzburg
- Hotel Salzburg Mitte
- Hotel Altstadt Radisson Blu

Das Hotel Salzburg West wurde zum 30. November 2020 geschlossen.

### Oberösterreich
- Hotel Schillerpark (Linz)

### Steiermark
Hotel Europa (Graz)
Das 4-Sterne Hotel Europa in Graz liegt nahe dem Grazer Hauptbahnhof. Das Hotel wurde in den 80er-Jahren errichtet und im Zeitraum von 1995 bis 1997 umfassend modernisiert und saniert.

### Tirol
Hotel Congress Innsbruck
Das Hotel Congress Innsbruck liegt im Innsbrucker Villenviertel Saggen und befindet sich in unmittelbarer Nähe zur Hungerburgbahn, mit der man in wenigen Minuten auf 2.300 Meter Höhe gelangt. Das Schigebiet „Nordkette“ ist über die Station der Nordkettenbahn direkt gegenüber dem Hotel erreichbar.
Sporthotel Fontana
Das Sporthotel Fontana liegt direkt neben der Gondelbahn im Tiroler Wintersportort Fieberbrunn, am Hang des Doischbergs.

### Slowenien
Hotel Ljubljana
Das Austria Trend Hotel Ljubljana liegt nahe dem alten Stadtzentrum der slowenischen Hauptstadt. Das Convention Center, das Shoppingcenter BTC City, die Wirtschaftsuniversität und das Center Stožice befinden sich in der unmittelbaren Nähe.

## Tochtergesellschaften der Verkehrsbüro Hotellerie GmbH
Die Global Hotel & Tourism Consulting (GHTC) wurde als ein 100%iges Tochterunternehmen der Verkehrsbüro Group gegründet. Die GHTC erstellt Studien und Konzepte für Hotel- und Tourismusprojekte. Zu den Aufgaben gehören Vermögensverwaltung, Betriebsauditierung, technisches Management und Qualitätsprüfung. Angeboten wird auch der befristete Einsatz von Vertriebs- und Marketingspezialisten oder von Führungskräften für touristische Betriebe.
Die Motel One Austria GmbH ist eine Gesellschaft, die gemeinsam von der Verkehrsbüro Hotellerie GmbH und der deutschen Motel One Group gegründet wurde. Im Rahmen dieses Joint Venture entstehen Low-Budget-Design-Hotels der Marke Motel One in Österreich. Das erste Motel One wurde in Salzburg eröffnet. Ein weiteres Motel One wurde Ende des Jahres 2011 in der neuen BahnhofsCity Wien West eröffnet. Weiters wurde ein Motel One im Prater neben der Messe eröffnet, eines neben der Staatsoper, sowie ein Motel One am neuen Wiener Hauptbahnhof.